# جيمس برادفورد فولي
جيمس برادفورد فولي (بالإنجليزية: James B. Foley)‏ هو سياسي أمريكي، ولد في 18 أكتوبر 1807، وتوفي في 5 ديسمبر 1886. حزبياً، نشط في الحزب الديمقراطي. وقد انتخب عضو مجلس النواب الأمريكي.